# Microsoft Exchange Server
Microsoft Exchange Server là phần mềm máy chủ thư điện tử được phát triển bởi Microsoft. Đây là chương trình máy chủ chạy trên Windows Server và là thành viên của dòng máy chủ Microsoft. Exchange Server bắt đầu phát triển từ tháng 4 năm 1993, và được hoàn thành vào cuối năm 1996.